# Albrecht Ritschl

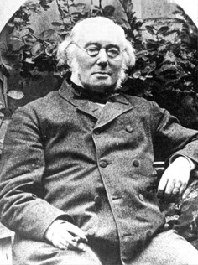
Albrecht Ritschl

Albrecht Benjamin Ritschl (Berlijn, 25 maart 1822 - Göttingen, 20 maart 1889) was een Duitse lutherse theoloog en professor in Bonn en Göttingen. 
Hij schreef een uitgebreid werk over de christelijke leer van de rechtvaardiging, Die Christliche Lehre von der Rechtfertigung und Versöhnung, dat tussen 1870-'74 werd gepubliceerd. Tussen 1882-86 verscheen een geschiedenis van het piëtisme, dat een van de eerste wetenschappelijke beschrijvingen van deze beweging was en lang invloedrijk bleef. 
Ritschl zelf claimde in de traditie van Luther en Schleiermacher te staan en was afkerig van de scholastieke theologie. 
In zijn systematische theologie ging hij uit van een sterk religieus positivisme. Hij veronderstelde dat spirituele ervaring geloofwaardig is. Hij baseerde zijn systeem op de religieuze ervaring van de christelijke gemeenschap. 
Albrecht Ritschl heeft onder meer sterke invloed uitgeoefend op Adolf von Harnack (1851-1930), zoals beschreven in Adolf von Harnack, voornamelijk als dogmahistoricus, Kornelis Sietsma, 1933.
- Bibsys: 90594264
- Bibliothèque nationale de France: cb12144744z (data)
- CiNii: DA00781456
- Gemeinsame Normdatei: 118601261
- International Standard Name Identifier: 0000 0001 2132 7510
- Library of Congress Control Number: n50054866
- Nationale Bibliotheek van Tsjechië: skuk0004815
- Nationale Bibliotheek van Israël: 987007267280605171
- Nationale Bibliotheek van Polen: a0000002813796
- Nederlandse Thesaurus van Auteursnamen: 069329648
- LIBRIS: 295848
- SNAC: w6nw0j8w
- Système universitaire de documentation: 029925312
- Trove: 958579
- Virtual International Authority File: 51726425
- WorldCat: E39PBJhxpy9HmQTPg9t7HY9qwC